# Duosnemertes marmoratus
Duosnemertes marmoratus är en djurart som tillhör fylumet slemmaskar, och som beskrevs av Ambrosius Arnold Willem Hubrecht 1879. Duosnemertes marmoratus ingår i släktet Duosnemertes och familjen Amphiporidae. Inga underarter finns listade i Catalogue of Life.